# كارميلا ديسيساري
كارميلا ديسيساري (بالإنجليزية: Carmella DeCesare)‏ هي عارضة أمريكية ولدت في 1 يوليو 1982م، تم اختيارها بلاي بوي بلاي ميت لشهر أبريل 2003م وبلاي ميت لعام 2004م.

## وصلات خارجية
- كارميلا ديسيساري على موقع IMDb (الإنجليزية)
- كارميلا ديسيساري على موقع قاعدة بيانات الفيلم (الإنجليزية)